# ゆみみ (漫画家)
ゆみみ（2月5日 - ）は、日本の漫画家。熊本県出身。
2002年、「VS.ボクシング」（第34回なかよし新人まんが賞準入選）でデビューした。
2020年、別名義のむぎで一般向け作品を、めちゃコミックで先行配信、連載している。

## 作品リスト
以下の作品の掲載雑誌の出版元は特記のない限り講談社。
- VS.ボクシング（なかよしふゆやすみランド2003年）
- ちゃいこ（はるやすみランド2003年）
- じぶんしじょう最高彼氏（なかよしラブリー2003年秋の号）
- 駄菓子屋チスズ（なかよしラブリー2003年冬の号）
- オレンジ（なかよしラブリー2004年春の号）
- ジャンク（なかよし2004年9月号別冊付録、以上6作品は単行本『ジャンク』に収録された）
- 勉強の時間（なかよしラブリー2004年秋の号）
- ずっといっしょ（なかよしラブリー2005年春の号）
- キラキラ（なかよしラブリー2005年冬の号）
- 白い雲 夏の空（なかよしラブリー2005年夏の号）
- ワガママなLOVE（なかよしラブリー2006年冬の号）
- しょんぼりキック（なかよしラブリー2006年春の号）
- 虹色パレット（なかよしラブリー2006年秋の号、2007年冬の号、春の号、初夏の号）
- プチっと!てのりくま（なかよし2007年6月号 - 2008年12月号、なかよしラブリーにも不定期掲載、既刊1巻）
- ラブ・クエスト（なかよしラブリー2009年冬の号）
- あずきパティシエ（なかよしラブリー2009年夏の号、秋の号）
- すろーらいふ（なかよしラブリー2011年秋の号）
- ぷちボイス（ガンガンONLINE2012年7月12日、スクウェア・エニックス）

## 単行本
すべて講談社から刊行されている。
- ジャンク ISBN 4-06-364074-4
- プチッと!てのりくま ISBN 978-4-06-362117-4
  - プレミアムKCとして刊行された。

## その他
下記の書籍で挿絵（イラスト）を一部担当している。
- C SCHOOL キャラとストーリーがつくれる まんがのかき方マスターブック（朝日新聞出版）
- C SCHOOL かわいい文字 ＆ イラスト BOOK（朝日新聞出版）